# Goldene Regel

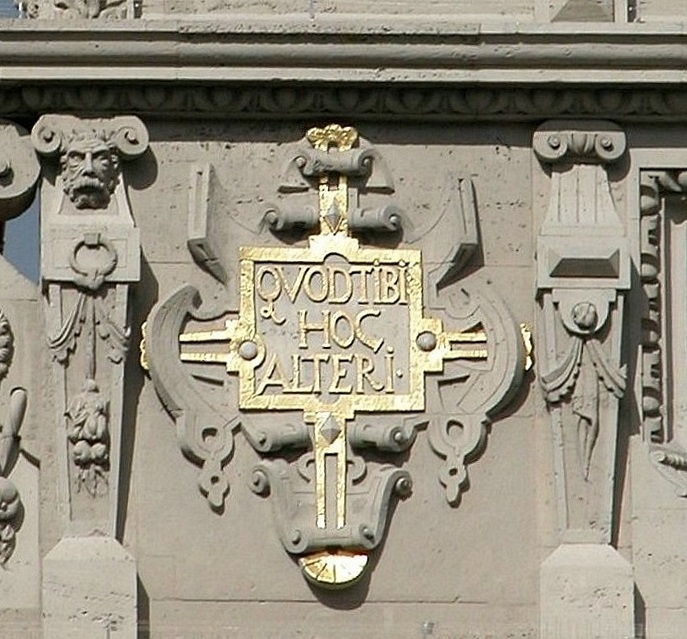
QVOD TIBI HOC ALTERI – „Was [du] dir [wünschst], das [tu] dem andern“. Inschrift am Braunschweiger Gewandhaus

Als Goldene Regel (lateinisch regula aurea; englisch golden rule) bezeichnet man einen alten und verbreiteten Grundsatz der praktischen Ethik, der auf der Reziprozität menschlichen Handelns beruht, in konventioneller Formulierung:

„Behandle andere so, wie du von ihnen behandelt werden willst.“

Die negative, präkonventionelle Fassung ist als gereimtes Sprichwort bekannt, bei dem das „dass“ oft auch als „das“ mit einem s wiedergegeben wird, ohne dass der Sinn dabei verlorenginge:

„Was du nicht willst, das[s] man dir tu’, das füg auch keinem andern zu.“

Anglikanische Christen prägten den Ausdruck golden rule seit 1615 zunächst für die in der Bibel überlieferten Regelbeispiele (Tob 4,15 ; Mt 7,12 ; Lk 6,31 ), die das Toragebot der Nächstenliebe (Lev 19,18 ) als allgemein gültiges und einsehbares Verhalten auslegen. Die christliche Theologie sah darin seit Origenes den Inbegriff eines allgemein einsichtigen Naturrechts, durch das Gottes Wille allen Menschen von jeher bekannt sei.
Ähnliche, negativ oder positiv formulierte Merksprüche oder Lehrsätze sind seit dem 7. Jahrhundert v. Chr. in religiösen und philosophischen Texten aus China, Indien, Persien, Altägypten und Griechenland überliefert. Diese Texte entstanden teilweise zeitlich parallel und werden nicht auf eine gemeinsame Quelle zurückgeführt. Wie das fortbestehende Vergeltungsprinzip (ius talionis) und das Tauschprinzip (do ut des) sind sie auf Wechselseitigkeit im Sozialverhalten bezogen und wenden sich an jedermann, setzen also ein Individualitäts- und Gattungsbewusstsein in nicht mehr überwiegend tribalistisch organisierten Gesellschaftsformen voraus. Seit außereuropäische Analogien in Europa bekannt wurden, bezog man den Ausdruck Goldene Regel auch darauf. Seitdem bezeichnet er einen angenommenen ethischen Minimalkonsens unterschiedlicher Kulturen und Weltanschauungen und eine „unschätzbare Nützlichkeit“ als ethischer Wegweiser.
Die Regel verlangt einen Perspektivenwechsel und macht das Sich-Hineinversetzen in die Lage Betroffener zum Kriterium für moralisches Handeln. Das gilt auf jeden Fall als Schritt zu ethischer Eigenverantwortung mit der Kraft zur Selbstkorrektur: Missbräuchliche, wörtliche Anwendungen der Regel können wiederum mit ihr auf moralische Konsistenz befragt werden. Da sie keine inhaltliche Norm für richtiges oder falsches Verhalten benennt, wurde sie historisch verschieden gedeutet: etwa als Appell an eigennützige Klugheit, die Vor- und Nachteile zu erwartender Reaktionen auf das eigene Handeln zu bedenken, oder als Forderung nach Fairness, die Interessen und Wünsche Anderer als gleichwertig mit den eigenen zu berücksichtigen, oder als Achtung der Menschenwürde Anderer, die allgemeingültige Maßstäbe für ethisches Handeln impliziert. In der Philosophie der Neuzeit wurde sie oft als ethisch untaugliche Maxime verworfen oder auf verschiedene Weisen ergänzt und präzisiert. Die Anwendung der Kontraposition auf die Goldene Regel in ihren verschiedenen Formen führt zu fragwürdigen Umkehrschlüssen. Diese können Gleichgültigkeit, Bestrafung, Vergeltung, Auge um Auge und sogar Rache zu denken geben.

## Überlieferung

### Konfuzianismus
Konfuzius (551–479 v. Chr.) antwortete laut seinen um 200 n. Chr. aufgeschriebenen Analekten einem Schüler auf die Frage, was sittliches Verhalten sei (A. 12,2):

„「出門如見大賓，使民如承大祭。己所不欲，勿施於人。在邦無怨，在家無怨。」
Begegne den Menschen mit der gleichen Höflichkeit, mit der du einen teuren Gast empfängst. Behandle sie mit der gleichen Achtung, mit der das große Opfer dargebracht wird. Was du selbst nicht wünschst, das tue auch anderen nicht an. Dann wird es keinen Zorn gegen dich geben – weder im Staat noch in deiner Familie.“

Auf die weitere Frage nach einer Richtschnur des Handelns für das ganze Leben habe er gesagt (A. 15,24):

„「其恕乎！己所不欲，勿施於人。」
Das ist ‚gegenseitige Rücksichtnahme‘ (shu). Was man mir nicht antun soll, will ich auch nicht anderen Menschen zufügen.“

Der Begriff shù/*n̥a-s 恕, auch übersetzt als Empathie oder Altruismus, hat hier den Rang einer höchsten Tugend für die individuelle lebenslange Charakterbildung. Diese ist nicht auf bestimmte Situationen begrenzt und kennt keine Ausnahmen, so dass diese im Konfuzianismus nicht diskutiert wurden.
An anderer Stelle (A. 4,15) erklärt ein Schüler zhōng/*truŋ 忠 (Bewusstheit, Pflicht, Loyalität) und shù/*n̥a-s 恕 als verbindendes Glied in allen Lehren des Konfuzius. Diese waren für ihn nicht einfach nach dem Maßstab des anderen unterstellten Eigeninteresses erfüllbar, sondern schlossen auch die dem Handeln vorausgehende kritische Prüfung der eigenen Wünsche ein. So überliefert A. 5,12 folgenden Dialog:

„子貢曰：「我不欲人之加諸我也，吾亦欲無加諸人。」子曰：「賜也，非爾所及也。」
Zi-gong sprach: ‚Was man mir nicht antun soll, das will auch ich anderen Menschen nicht antun.‘ Konfuzius aber sagte: ‚So zu handeln vermagst du noch nicht!‘“

Die nahezu unerreichbare Höhe des Tugendideals drückt der Konfuzius zugeschriebene Text Die Lehre vom Mittel (3. Jahrhundert) aus. Dort wendet dieser die Regel auf familiäre und soziale Verhältnisse an. Von vier Wegen des moralisch edlen Menschen habe er selbst nicht einmal einen erfüllt (Lǐjì:Zhōngyōng 13):

„所求乎子以事父，未能也；所求乎臣以事君，未能也；所求乎弟以事兄，未能也；所求乎朋友先施之，未能也。
Was du von deinem Sohn erwartest, übe im Dienst am Vater; was du von deinen Untergebenen erwartest, übe im Dienst am Prinzen; was du vom jüngeren Bruder erwartest, übe am älteren Bruder; was du vom Freund erwartest, danach behandle diesen zuerst.“

Die reine Erfüllung einer vorgegebenen Rangordnung von Tugendpflichten erreiche Konfuzius zufolge noch keine moralische Güte. Vielmehr komme es überall auf die oberste Tugend des jen – übersetzt als Mitmenschlichkeit – an. Diese lasse sich nicht in Ritualen erfüllen, sondern fordere individuelle Spontaneität und Kreativität. Die Regel wird demnach in A. 12,2 mit Achtung vor fremden Kulturen, Großzügigkeit und Gastfreundschaft in Beziehung gesetzt, dient also dem Erlernen und Ausüben der Mitmenschlichkeit in der eigenen Familie ebenso wie im Ausland. In A. 6,30 wird der Wunsch zur eigenen Charakterbildung an das Fördern des Charakters anderer gekoppelt und gefolgert:

„能近取譬，可謂仁之方也已。
Die Fähigkeit, andere nach dem zu beurteilen, was uns selbst nahe ist, kann das Mittel zur Herstellung von Menschlichkeit genannt werden.“

### Hinduismus
Das Mahabharata, eine Grundlagenschrift des Hinduismus und Brahmanismus (entstanden von 400 v. bis 400 n. Chr.), enthält als zentrales Prinzip:

„Man soll niemals einem Anderen antun, was man für das eigene Selbst als verletzend betrachtet. Dies, im Kern, ist die Regel aller Rechtschaffenheit (Dharma).“

Weitere positive und negative Regelfassungen des Mahabharata zitiert der Indologe und Sinologe Konrad Meisig: „Die Tat, von der der Mensch nicht wünscht, daß sie ihm von anderen angetan wird, die begehe er nicht an anderen, da er sie ja als ihm selbst unlieb erkennt.“ (12, 251, 19) „Was immer man für sich selbst wünscht, das beherzige man auch beim anderen!“ (12, 251, 21) „Der Wissende möge alle Wesen behandelen wie sich selbst.“ (12, 268, 10, Lesart ab) „Man gebe nicht dem anderen das, was einem selbst zuwider ist!“ (13, 114, 8ab) Dieses Prinzip hieß auf Sanskrit atmaupamya, übersetzt als „Sich-selbst-zum-Gleichnis-nehmen“. Die Einbeziehung aller Lebewesen kennzeichnet die hinduistische gegenüber der konfuzianischen Regeltradition.

### Jainismus
Im Sutrakritanga, einer kanonischen Schrift des Jainismus, die Mahaviras Lehren überliefert (entstanden 600–300 v. Chr.), heißt es in der zehnten Lesung über Achtsamkeit:

„Hat man das Gesetz erfüllt und die Sorglosigkeit [Gleichgültigkeit] überwunden, dann sollte man von erlaubter Nahrung leben und alle Lebewesen so behandeln wie man selbst behandelt werden will. Man sollte sich nicht der Schuld aussetzen durch die Begierde nach Leben…“

### Buddhismus
Im Dhammapada, einer Spruchsammlung des zum Buddha gewordenen Siddhartha Gautama aus dem fünften Jahrhundert v. Chr., handelt das 12. Kapitel vom Selbst. Aus Selbstliebe (157) folge, dass der Weise, um sich nicht zu schaden, erst selbst den Pfad zur Erleuchtung gehen müsse, bevor er andere belehre (158). Nur wer sein eigenes Selbst zähme, könne andere zähmen; ersteres sei schwer (159). Diese im Buddhismus zentrale Lehre sahen westliche Forscher schon im 19. Jahrhundert als Version der Regel an.
Andere aus einsichtiger Selbstwahrnehmung nicht zu verletzen, raten buddhistische Schriften oft, etwa das Udana aus dem 6. Jahrhundert v. Chr. Im Samyutta Nikaya aus dem Palikanon lehrt Buddha ausgehend vom Wunsch jeder Person, nicht zu sterben, für sich Glück zu suchen und Leid zu verabscheuen:

„Was für mich eine unliebe und unangenehme Sache ist, das ist auch für den anderen eine unliebe und unangenehme Sache. Was da für mich eine unliebe und unangenehme Sache ist, wie könnte ich das einem anderen aufladen?“

Daraus folgert er die sieben heilvollen Handlungsweisen, an erster Stelle: sich des Tötens von Lebendigem zu enthalten und andere für dieses Absehen vom Töten zu loben. Dies sei der rechte Lebenswandel in Werken, über den sich Jeder völlig klar werden könne. Dies ist hier keine Anweisung, sondern eine aus Selbstbeobachtung gewonnene Einsicht und so Basis aller ethischen Regeln (der Silas). Im Buddhismus steht insbesondere das Analogieprinzip für ein gegenseitiges Mitgefühl (Karuna). Geübt wird es anhand von Metta-Meditationen (zum Beispiel des Metta-Suttas), thematisiert zum Beispiel im Herz-Sutra.

### Altorientalische Weisheit
Die um 700 v. Chr. entstandene Spruchsammlung des Achiqar, die ältere Sprüche anderer Quellen aufnahm, war im Alten Orient als Teil einer Weisheitserzählung über einen assyrischen Hofbeamten weit verbreitet. In der nachchristlichen Übersetzung einer frühen, verlorenen syrischen Version in das Armenische finden sich Ratschläge des Achiqar an seinen Sohn, darunter:

„Sohn, was dir übel erscheint, tue deinem Mitmenschen nicht an.
 Was immer du willst, dass dir es die Menschen tun, das tue du allen.“

Sprüche aus der Achiqar-Erzählung beeinflussten eventuell auch die zwischen dem vierten Jahrhundert und 30 v. Chr. entstandene Lehre des Chascheschonqi, in der es heißt:

„12,6 Tu keinem Menschen Böses an, um nicht zu veranlassen, dass es dir ein anderer antue.“

Diese in Kolumne 15,23 fast wörtlich wiederholte Aussage steht im Kontext des Maat-Prinzips, das an einen Tun-Ergehen-Zusammenhang gekoppelt war.

### Zoroastrismus
Die mittelpersische Schrift Shâyast lâ-shâyast („Angemessenes und Unangemessenes“, entstanden 650–690 n. Chr.) zählt die rechten und unrechten Taten des Menschen auf. Sie nennt als religiöse Hauptziele unter anderen:

„…eins ist somit, anderen alles das nicht anzutun, was einem selbst nicht wohltut;
 das zweite ist, voll zu verstehen, was wohlgetan und was nicht wohlgetan ist …“

Die Schrift Dâdistân-î Dinik (um 880 n. Chr.) überliefert den Antwortbrief eines Hohepriesters auf einen ihm gestellten Fragenkatalog von Weisen des Zoroastrismus. Im Schlusskapitel erörtern die Empfänger seine Antworten: Der vom Schöpfergott Ahura Mazda gegebene Weg des Guten werde durch allerlei von Ahriman, seinem bösen Gegenspieler, eingegebene Gedanken und Ablenkungen gefährdet. So wie der Dämon den Schöpfer nicht verletzen könne, sondern nur sich selbst, so könnten böse Gedanken nur einen selbst verletzen. Daraus wird gefolgert,

„… dass diese Natur [des Menschen] nur gut ist, wenn sie anderen nicht antut, was immer ihrem eigenen Selbst nicht gut tut.“

### Griechisch-römische Antike
In Homers Odyssee (schriftlich fixiert um 720 v. Chr.) lässt im Fünften Gesang die Nymphe Kalypso den Odysseus nach siebenjährigem Festhalten frei und verspricht ihm dabei, ihm ebenso beizustehen, wie sie sich selbst in seiner Lage raten würde. Sie habe ein Herz voller Mitgefühl. Da sie dieses erst auf Befehl des Gottes Zeus und als versuchte Wiedergutmachung eigenen Unrechts entdeckt, gilt es hier als Ausnahme.
Nach den Historien des Herodot (um 450 v. Chr.) versprach König Mäandros von Samos unmittelbar vor der persischen Invasion seiner Insel: „Ich aber will das, was ich an meinem Nächsten tadle, selbst nach Möglichkeit nicht tun.“ Darum verzichte er auf sein Königsamt und gewähre seinen Untertanen gleiche Rechte. Dies sei jedoch erfolglos geblieben, da niemand seiner Maxime folgte. Umstritten ist, ob der Vorsatz, selbst so zu handeln, wie man es von Anderen verlangt, ohne Bezug auf ihr erwartetes oder erwünschtes Verhalten, eine Frühform der Regel ist.
Weitere frühe griechische Regelbeispiele sind erst in nachchristlichen Historien überliefert, so dass ihre Echtheit umstritten ist. Pittakos (um 651–570 v. Chr.) soll gesagt haben: „Worüber du beim Nächsten unwillig wirst, das tue selbst nicht.“ Thales (um 624–546 v. Chr.) soll nach Diogenes Laertios auf die Frage, wie man am edelsten und gerechtesten leben könne, geantwortet haben: „Indem wir, was wir an anderen tadeln, selbst nicht tun.“
Eine Analogie zur Regel findet sich in den Nomoi Platons (ca. 427–338 v. Chr.) zum Thema Eigentum:

„Niemand soll sich nach Möglichkeit an meinem Eigentum vergreifen und auch nicht das Geringste davon verrücken, ohne irgendwie meine Zustimmung erlangt zu haben. Nach demselben Grundsatz muß ich auch mit dem Eigentum anderer verfahren, wenn ich bei gesundem Verstand bin.“

Isokrates (436–338 v. Chr.), Vertreter der Sophistik in Athen, formulierte die Regel erstmals aus. In seiner Rede des Nikokles an die Zyprioten appelliert der fiktive Regent an sein Volk, sich zu anderen so zu verhalten, „wie ihr es von mir euch gegenüber erwartet“, und zu ihm, „wie sich eurer Ansicht nach Untertanen euch gegenüber zu verhalten hätten“. Er fährt fort:

„Tut anderen Menschen nicht an, worüber ihr empört wäret, wenn ihr es selbst erfahren müßtet. Was immer ihr mit Worten verurteilt, dies setzt auch niemals in die Tat um.“

Dann warnt er seine Hörer davor, es werde ihnen so ergehen, wie sie zum Herrscher gesinnt seien. Wer sich ihm gegenüber nicht an die Regel halte, müsse also mit Vergeltung rechnen.
Isokrates bejahte individuelles Gewinnstreben als legitim für eine ideale Gesellschaft und befürwortete einen Interessenausgleich: Gegenseitige Rücksichtnahme würde allen Vorteile bringen. Dies zeige die Lebenserfahrung: Tugend bewirke gesellschaftliches Ansehen, dieses bringe dem Tugendhaften Reichtum. Die Regel war hier Teil einer pragmatischen Erfolgsethik in der antiken Polis.
Von Aristoteles (384–322 v. Chr.) sind keine ausformulierten Regelbeispiele überliefert. Gleichwohl war seine Ethik über tugendhafte Beziehungen und Freundschaft an der Regel orientiert. Er soll auf die Frage nach dem richtigen Verhalten gegenüber Freunden geantwortet haben: „So, wie wir von ihnen behandelt werden möchten.“ Zur Freundschaft gehörten gleichartige Wünsche und Werte, so dass man das akzeptiere, was andere tun, wenn man es selbst täte, und vermeide, was man auch bei anderen ablehne. Für ihn war die Regel also aufgrund gemeinsamer Wertvorstellungen und eines Konsenses darüber anwendbar.
In der älteren Stoa fehlt die Regel. Der römische Stoiker Seneca (4 v. – 65 n. Chr.) riet in seinem Werk De Ira dazu, sich an die Stelle dessen zu versetzen, dem man zürne, und resümierte: „Im Augenblick macht uns noch übermäßige Selbsteinschätzung wütend, und was wir tun möchten, wollen wir nicht leiden.“ Um anderen Gutes zu tun, solle man in der Weise geben, wie man selbst gern empfange: willig, rasch und ohne zu zögern. Er empfahl also, der Regel in Situationen, die keine Zeit für rationale Reflexion lassen, intuitiv zu folgen. Die römische Sklaverei erörterte er nicht und befürwortete weder ihre Abschaffung noch die Freilassung eigener Sklaven, sondern riet nur: „Geh bitte so mit einem Dir Untergeordneten um, wie Du möchtest, daß ein Übergeordneter mit Dir umgeht!“ Statt dieses am eigenen Ansehen orientierten, eher unverbindlichen Rates folgerte der Stoiker und freigelassene Sklave Epiktet (50–125):

„Was du zu erleiden vermeidest, das versuche nicht, andere erleiden zu lassen.
 Du vermeidest Versklavung: Sorge dafür, dass andere nicht deine Sklaven sind.“

Im Hellenismus zitierten griechische und römische Autoren seit dem 4. Jahrhundert v. Chr. negative und positive Regelfassungen als Beispiel natürlicher, selbstevidenter Ethik: etwa Demosthenes, Xenophon, Libanios, Cassius Dio, Ovid und Sextus Empiricus. Doch die Regel wurde in griechisch-römischer Philosophie nicht zum obersten handlungsleitenden Prinzip und setzte das verbreitete Vergeltungsdenken nicht außer Kraft, das als gut und nützlich oder böse und schädlich geltendes Handeln mit jeweils entsprechender Reaktion auszugleichen verlangte. Albrecht Dihle nahm daher 1962 eine Entstehung antiker Regelbeispiele aus diesem Denken an.

### Judentum
Die wahrscheinlich 450–350 v. Chr. zusammengestellte Tora enthält das Gebot der Nächstenliebe:

„An den Kindern deines Volkes sollst du dich nicht rächen und ihnen nichts nachtragen. Du sollst deinen Nächsten lieben wie dich selbst. Ich bin JHWH.“

Darüber hinaus enthält sie erweiterte Gebote zum Wohlverhalten gegenüber Anderen, darunter die Gebote der Fremden- und Feindesliebe. Sie werden mit JHWHs Befreiungshandeln als Bundespartner der Israeliten und deren analoger früherer Situation begründet (Lev 19,34 ):

„Der Fremde, der sich bei euch aufhält, soll euch wie ein Einheimischer gelten, und du sollst ihn lieben wie dich selbst; denn ihr seid selbst Fremde in Ägypten gewesen. Ich bin der Herr, euer Gott.“

Daraufhin machten biblische Propheten Gottes Recht auch gegenüber Mächtigen geltend. So überführt Natan den König David mit einem Gleichnis seiner Verbrechen an Untergebenen, so dass David sein moralisches Urteil über den geschilderten Mörder und Ehebrecher auf sich anwendet und Gottes Strafe als gerecht akzeptiert (2 Sam 12,1–7 ).
Das antike Judentum übernahm mit der Regel verwandte Merksätze ab etwa 200 v. Chr. aus altorientalischer Weisheit und hellenistischer Popularphilosophie, um Gottes Tora auch für Nichtjuden verständlich auszulegen. Jüdische Ketubim fassten alltägliche Erfahrungen in einprägsame Sprichwörter, die dem toratreuen Gerechten ein erfülltes Leben in Aussicht stellen.
Die Schrift Jesus Sirach (190–175 v. Chr.) verbindet die negative Regel mit der Nächstenliebe (Sir 31,15 ): „Sorge für einen Nächsten wie für dich selbst und denk an all das, was auch dir zuwider ist.“ Sie verlangt zwischenmenschliche Vergebung, die Gott ebenso beantworten werde, und kritisiert unversöhntes Beten als Heuchelei (Sir 28,3f ). Im apokryphen Testimonium Naphtali (200–100 v. Chr.) erscheint die Regel im Doppelgebot der Gottes- und Nächstenliebe (1,6): „Ihn [JHWH] sollen seine Kreaturen fürchten, und keiner soll dem Nächsten tun, was er nicht will, dass man es ihm tue!“ Der Targum Jerushalmi I zog die Regel direkt zur Auslegung des „wie dich selbst“ im Nächstenliebegebot heran: „Du sollst deinen Nächsten lieben; denn was dir unlieb ist, sollst du ihm nicht antun.“
Im legendarischen Aristeasbrief (127–118 v. Chr.) raten Weise dem König, Gottes Sanftmut entsprechend auch gegenüber Angreifern nach seinem Wunsch zu handeln, nicht vom Bösen überwältigt zu werden, sondern am Guten teilzuhaben. Im Buch Tobit (4,14ff) rät ein beispielhaft gerecht lebender Jude seinem Sohn, seine gute Erziehung in seinem ganzen Verhalten zu zeigen: „Was dir selbst verhasst ist, das mute auch einem anderen nicht zu!“ Er solle Tagelöhner sofort entlohnen, auf übermäßigen Alkoholgenuss verzichten, vom Überfluss an Notleidende abgeben. Dies verknüpfte profane Motive wie das alltägliche Maßhalten mit Torageboten und der Erwartung himmlischen Lohns für irdisches Rechttun.
Für Philo von Alexandria (ca. 15 v. – 40 n. Chr.) gehörte die negative Regel „Was jemand zu erleiden hasst, soll er selbst nicht tun“ laut Fragmenten seiner griechischen Hypothetica zu den ungeschriebenen, aber allgemein bekannten Gesetzen. Ihre Bekanntheit bei Nichtjuden setzte auch Hillel (um 30 v. – 10 n. Chr.) voraus, indem er nach dem Traktat Shabbat 31a im Talmud auf die Frage eines Proselyten nach dem alle übrigen Gebote erfüllenden Hauptgebot antwortete:

„Was dir verhasst ist, das tue deinem Nächsten nicht. Das ist die ganze Tora, alles andere ist Auslegung. Geh, lerne!“

Mit dem wortgleichen ersten Satz beantwortete laut Talmud auch Rabbi Akiba eine Schülerbitte, die ganze Tora an einem Tag zu lehren. Dazu hätten sogar bei Mose 40 Tage und Nächte auf dem Berg Sinai nicht ausgereicht. Auch Hillels Imperativ zufolge sollte die Regel die Toragebote nicht ersetzen, sondern zu ihrer Befolgung anleiten. Demgemäß taucht sie in seinen Gebotskommentaren sonst nicht auf.
Weitere rabbinische Texte aus dem ersten Jahrhundert wandten die Regel mit Wenn-dann-Bestimmungen (Kasuistik) auf vom Dekalog verbotene Vergehen wie Diebstahl, Mord, Verleumdung und Ehebruch an. Andere folgerten daraus vorausschauende Klugheitsregeln, etwa (yKet 31a): „Tue, dass man dir tue, betraure, damit man dich betraure; begrabe, damit man dich bestatte; begleite, damit man dich begleite.“ Insgesamt blieb das Nächstenliebegebot aber vorrangig gegenüber der Regel.

### Frühes Christentum
Das frühestens im 4. Jahrhundert n. Chr. abgeschlossene Neuen Testament enthält zweimal die positive Regelform als wörtliche Rede Jesu:
Lk 6,31 : „Was ihr von anderen erwartet, das tut ebenso auch ihnen.“
Mt 7,12 : „Alles, was ihr also von anderen erwartet, so tut auch ihnen!“
Beide Stellen werden der Logienquelle zugeordnet. Die erste folgt dem Gebot der Feindesliebe, die gerade auch denen gelte, die einen hassen. Sie wird von wechselseitiger Freundesliebe unterschieden und verlangt Verzicht auf eine Gegenleistung. Der Dank, den der seine Feinde Liebende zu erwarten hat, ist die Hoffnung auf ihre Verwandlung durch Gott und auf Gottes Barmherzigkeit im Endgericht (Lk 6,32–38 ).
Die zweite Stelle steht im Schlusskapitel der Bergpredigt und folgt dort Jesu Gebot „Richtet nicht, damit ihr nicht gerichtet werdet“ (Mt 7,1) und seiner Lehre zum Gebet (Mt 7,7–11 ). Diese sagt den unbefangen Bittenden Gottes zuvorkommende Gnade zu, die gerade auch denen gelte, die Böses tun. Die Regel ist hier also Gnadengabe Gottes, die statt des Verurteilens anderer die aktive Initiative der Versöhnung (Mt 5,24) ermöglicht. Sie verlangt demnach kein reaktives, von Gegenseitigkeit abhängiges Tun, sondern: „Alles, ohne Ausnahme, was die Liebe und die Gebote Jesu fordern, soll man anderen Menschen tun“. Die zuvorkommende Nächstenliebe soll Feindschaft schon jetzt kommunikativ überwinden, da Jesus den Verfolgten die Überwindung aller Feindschaft im nahen Reich Gottes zugesagt hat (Mt 5,10 ff.). Darum können seine Nachfolger auch von Feinden erwarten, dass diese Überwindung ihren Bedürfnissen entspricht: „Die fremde Not, auch die des Feindes, als die eigene zu sehen vermag nur die Liebe.“
Der redaktionell hinzugefügte Satz „Darin besteht das Gesetz und die Propheten“ verknüpft die Regel mit Mt 5,17 und 22,40, kennzeichnet sie also als Erfüllung, nicht Aufhebung der biblisch offenbarten, prophetisch ausgelegten Tora. Sie fasst hier wie bei Hillel Gottes Willen zusammen, jedoch so, wie ihn Jesus in der Bergpredigt endgültig ausgelegt habe. Demgemäß sagen die Folgeverse denen, die sie so befolgen, im Bild vom fruchtbaren Baum nachhaltige positive Wirkung auf andere und im Bild vom Hausbau eigene Zukunft zu.
Viele christliche Apologeten propagierten die NT-Regelbeispiele, gemäß der Substitutionstheologie, als bewusste Überbietung der meist negativen Regelformen im Judentum, die nur das Schädigen des Nächsten untersagten, aber keine Liebe zu ihm verlangten. Manche jüdische Autoren verwiesen auf den praktisch undurchführbaren Idealismus einiger neutestamentlichen Regelformen. Heutige Exegeten relativieren diesen Streit, da auch jüdische Regelbeispiele das Tora-Gebot der Nächstenliebe voraussetzen und frühchristliche Schriften auch negative Regelbeispiele kennen und genauso wie positive deuten.
Laut dem Aposteldekret (Apg 15,20.29) sollten neugetaufte Nichtjuden sich von Götzendienst, Hurerei und Mord abkehren. Westliche Textvarianten fügten die positive Regelform hinzu, nach der sie stattdessen leben sollten. Indem die frühchristliche Mission dieses bekannte Motiv der Popularethik aufnahm, machte sie die einseitige Feindesliebe als erhoffte Entfeindung auch von Christenverfolgern verständlicher.
In der frühchristlichen Literatur war die Regel im Anschluss an Mt 7,12 als ethische Maxime verbreitet. In der Didache folgt sie dem Doppelgebot der Liebe:

„Erstens sollst du Gott lieben, der dich geschaffen hat, zweitens deinen Nächsten wie dich selbst; alles aber, was du willst, dass es dir nicht geschehe, das tue auch du keinem anderen.“

Sie schließt hier Handlungen aus, die der Gottes- und Nächstenliebe widersprechen, und lässt sich demnach für Christen nicht als klug berechnende Vorteilssuche – handle so an anderen, wie du dir davon Nutzen für dich versprichst (do ut des) – deuten. Dieser Tradition folgten Justin (dial. 93,2), Photius, Clemens von Alexandria (III,12), die Pseudo-Klementinen (Hom. 7,4; 11,4), die Didaskalia apostolorum (1,7), und Tertullian (Marc. 14,16).

### Islam
Im Koran fehlt eine wörtliche Version der Regel. Einzelne Suren werden jedoch manchmal als Analogien dazu aufgefasst, etwa Sure 24,22 (Sie sollen verzeihen und nachlassen. Liebt ihr selbst es nicht, dass Gott euch vergibt?) oder Sure 83,1–6, die mit dem Hinweis auf Gottes Endgericht vor Betrug beim Abmessen warnt und gleiches Maß beim Geben und Nehmen anmahnt.
Für die islamischen Kommentatoren az-Zamachschari († 1144), Fachr ad-Din ar-Razi († 1209) und Ibn Kathīr († 1373) war hier die Regel als Gottes Gesetz für alle Menschen impliziert, das verlange, so zu bezahlen, wie man bezahlt werden wolle, und so gerecht zu sein, wie man Gerechtigkeit erhalten wolle. Denn, so ar-Razi, Allah selbst habe das Gleichgewicht der Welt geschaffen, damit niemand die Maße verrücken könne (Sure 55,7ff., 57,25). Der sunnitische Islamgelehrte Abdullah Yusuf Ali (1872–1953) betonte dazu, das Geben des Geschuldeten sei eine Pflicht, die auch unabhängig von der erwarteten oder gewünschten Reaktion anderer gelte.
Wörtliche Regelformen finden sich in manchen Hadith-Sammlungen Al-Buchārīs, Muslim ibn al-Haddschādschs und anderer, aus denen das Buch der vierzig Hadithe An-Nawawīs im 13. Jahrhundert zusammengestellt wurde. Dort lautet Hadith 13:

„Keiner von euch ist gläubig, solange er nicht für seinen Bruder wünscht, was er für sich selbst wünscht.“

Nach dem Begleitkommentar umfasst der Ausdruck „Bruder“ Muslime und Ungläubige. Muslime wünschten sich, dem Islam treu zu bleiben, und Ungläubigen, dass sie in diesen eintreten: Dem entspreche ihr Gebet um die Rechtleitung der Nichtmuslime. Nur dann sei ihr Glaube vollkommen. Wünschen umfasse den Willen, Gutes und Nützliches für andere zu tun. Gemeint sei religiöse Liebe, die den Neid bei sich und anderen bekämpfe. Denn Neid widerspreche Allahs Vorherbestimmung. Diese verlange, entgegen dem natürlichen Eigenwillen auch für den Feind zu bitten.
Der katholische Koranübersetzer Adel Theodor Khoury nennt drei weitere, von Muslim ibn al-Haddschadsch und at-Tirmidhī gesammelte Hadithe mit Anklängen an die Regel, darunter einen von Abū Huraira überlieferten, ihm zufolge von Mohammed als eine von fünf Grundregeln des Islam empfangenen Spruch:

„Wünsche den Menschen, was du dir selbst wünschst, so wirst du ein Muslim.“

Im Nahdsch al-Balāgha, einer Sammlung von ʿAlī ibn Abī Tālib zugeschriebenen Texten aus vermutlich dem 11. Jahrhundert, rät der 31. Brief Alis Sohn, sein Verhalten zu anderen danach zu beurteilen, ob er selbst so behandelt werden wolle. Er solle für sie wollen, was er für sich will, und sie von dem verschonen, was er sich selbst auch nicht antun würde.

### Bahai-Religion
Im Kitab-i-Aqdas, dem Heiligsten Buch des Bahaitums, steht die Regel:

„Wünschet anderen nichts, was ihr nicht für euch selbst wünschet.“

Vom Religionsstifter Baha'ullah ist ferner die Aussage überliefert:

„Und wenn du auf Gerechtigkeit siehst, dann wähle für deinen Nächsten, was du für dich selbst wählst.“

## Diskussion

### Christliche Theologie
Für Augustinus von Hippo schrieb der Schöpfer jedem die Regel als Gewissen ins Herz, um uns unmittelbar vor dem Verletzen Anderer zu warnen und an unser Geschaffensein als soziale Wesen zu erinnern. In ihr habe Gott seinen Willen als praktische Richtschnur für alltägliches Handeln konzentriert. Als gewöhnliches Sprichwort appelliere sie an die Selbstliebe, die Gottes- und Nächstenliebe verbinde und diese Gebote dem natürlichen Menschen einleuchtend mache (De ordine II,25). In Mt 7,12 sei nur der gute, nicht jeder Wille gemeint. „Wollen“ meine in der Schrift ohnehin nur das, was Gottes Willen entspreche, da sie böses Wollen immer „Begehren“ nenne (De civitate Dei XIV,8). – Augustin verstand die im Gewissen verankerte Regel als Inbegriff des göttlichen Gesetzes, bezog sie daher auch auf das Verhältnis zu Gott und setzte eine natürlich erkennbare Idee des Guten zur Unterscheidung von gutem und bösem Wollen voraus.
Das Decretum Gratiani (um 1140) setzte die Regel mit dem Naturrecht gleich, das im geoffenbarten Gesetz (Tora) und Evangelium enthalten sei. Es gebiete allen, anderen das für sich Erwünschte zu tun und verbiete, ihnen das für sich Unerwünschte zuzufügen. Als Gebot eingeführt, verwies die Regel hier implizit auf biblische Gebote als inhaltliches Entscheidungskriterium zu ihrer Anwendung.
Petrus Abaelardus präzisierte die positive Regelform: Sie fordere nur gutes Tun am Nächsten, nicht schlechtes, das man von ihm hinzunehmen bereit sei. Sie setze also die Kenntnis des Liebesgebots voraus. Petrus Lombardus ergänzte die negative Form: Man dürfe dem Anderen nur das nicht zufügen, was ungerecht (iniuste) sei. Duns Scotus zufolge setzen beide Formen das „richtige Vernunfturteil“ über das, was man sich wünschen könne, voraus. Damit erklärte die Scholastik die Regel als unzureichend für gerechtes Handeln, da sie den Maßstab dafür nicht enthalte.
Für Martin Luther bedeutete die allgemein bekannte Regel, dass das Nächstenliebegebot an sich jedem Menschen einsichtig sei, so dass sich niemand vor Gott mit Unkenntnis seines Willens entschuldigen könne (Römerbriefvorlesung, 1515/16). Es rede den Sünder an, indem es das eigene Ich und seine Wünsche zum Maßstab des Verhaltens zu anderen mache. Erst Jesus Christus habe Grund und Ziel der Regel aufgedeckt: Wir sollen ganz dem Nächsten dienen und sein Wohl unserem vorordnen, also gerade keinen Interessenausgleich mit ihm suchen. Ihn so zu lieben wie uns selbst bedeute nicht, ihn neben uns selbst zu lieben, sondern als Person um seiner selbst willen: auch dann noch, wenn er nichts wert sei. Denn wir liebten uns selbst ja ebenfalls auch dann noch, wenn wir für andere nichts gälten. So leite die von Christus ausgelegte Regel zur Erkenntnis an, dass sie im Grunde niemand befolge und befolgen könne, ohne seine Selbstliebe aufzugeben (usus elenchticus legis). Erst dies mache den Weg zum reinen Glauben (sola fide) daran frei, dass Jesus allein Gottes- und Nächstenliebe verwirklicht habe, so dass allein seine Gnade (sola gratia) uns dazu befreie. Im kleinen Sermon von dem Wucher (1519) meinte Luther:

„Wo du Vorteil an deinem Nächsten suchst, den du nit auch wollest ihn an dir lassen, da ist die Lieb aus und naturlich Gesetz zurissen. (WA, 6, 8, 15)“

Für Eberhard Schockenhoff ist die Goldene Regel (wie schon bei Augustinus) eng verknüpft mit dem biblischen Gebot der Nächstenliebe, die den Anderen nicht im egoistischen Gegenseitigkeitsprinzip, das auf Selbstverwirklichung abzielt, betrachtet, sondern dem Anderen selbstlos als eigenem Zweck begegnet.
„So erinnert uns das Gebot der Nächstenliebe in seinem christlichen Verständnis an eine einfache, aber wesentliche Wahrheit unseres Menschseins: daß Glück immer nur mit den anderen, in der Verantwortung für alle zu haben ist. Die christliche Moral, die in dem einen Gebot der Liebe zu Gott und dem Nächsten sowie in der Goldenen Regel zusammengefaßt ist, erscheint als eine Lehre darüber, was Glück ist und wie man es erlangt - aber eben, nicht das egoistische Glück, das ein Scheinglück ist, sondern das wirkliche, das man nur finden kann, indem man andere daran teilhaben läßt.“ Ähnlich der Moraltheologe Christof Mandry, der feststellt: „Wo die Ethik der Gegenseitigkeit nach Gründen für berechtigtes Handeln sucht und sie in der Prüfung durch die Goldene Regel findet, benötigt die Liebe keine Begründung, weil sie die Selbstbezogenheit überwunden hat und sich bereits am Guten des anderen ausrichtet.“

### Philosophie der Aufklärung
Angesichts des Dreißigjährigen Krieges und seiner Folgen suchten die Gebildeten in der Aufklärung seit etwa 1648 neue, auch von Religion und Konfession unabhängig einsichtige ethische Grundlagen für das gesellschaftliche Zusammenleben.
Thomas Hobbes beschrieb die Regel in seinem Hauptwerk Leviathan (1651) als „Summe der Naturgesetze“, die den Übergang vom anarchischen „Krieg Aller gegen Alle“ in eine vom Gewaltmonopol regierte Rechtsordnung ermögliche. Denn vom zunächst unbegrenzten Selbsterhaltungsstreben aus müsste sogar den gemeinsten Menschen einleuchten, dass sie immer in Todesangst leben müssten, wenn sich alle alles gegen andere erlaubten. Man müsse nur den Platz mit den Betroffenen eigener Taten tauschen, um zu erkennen, ob diese im Eigeninteresse lägen. Daraus wachse die Einsicht, dass niemand anderen tun dürfe, was er für sich als schädlich erkenne. Von da aus könne man anderen dieselben Freiheiten und Rechte einräumen, mit denen man selbst zufrieden wäre, wenn alle sie einhielten.
Der frühe Aufklärer Samuel von Pufendorf legte 1672 eine Kritik vor: Wörtlich genommen, sei die Regel nicht allgemein anwendbar und könne kein Recht begründen. Denn danach müsse etwa ein Richter einen Raubmörder freisprechen, statt ihn zur Todesstrafe zu verurteilen; einem Bettler müsse man danach nur so viel geben, wie er verlange, nicht, wie viel er zum Leben brauche. Auch wenn man nicht zufällige Wünsche anderer, sondern ihre tatsächlichen Bedürfnisse und Rechte berücksichtige, könne die Regel das Gleichheitsprinzip, wonach alle Menschen von Natur aus gleichberechtigt seien, nicht begründen, sondern setze dieses schon voraus und sei daraus gefolgert.

„Wer die Hilfe anderer zum eigenen Fortkommen braucht, ist verpflichtet, auch seinerseits Opfer zu bringen, damit die Bedürfnisse der anderen befriedigt werden können. Deshalb sind jene am besten zum Gemeinschaftsleben geschaffen, die allen anderen zu gestatten bereit sind, was sie sich selber erlauben.“

Dieser Kritik folgend, erklärte Christian Thomasius die negative und positive Regelform 1688 nur unter Gleichgestellten, nicht zwischen Herren und Dienern für anwendbar. Seine Ergänzung Was du willst, dass andere es sich selbst tun, das tue auch dir selbst fand jedoch kaum Anklang.
Auch John Locke kritisierte 1690 den Gebrauch der Regel zur Begründung des Naturrechts. Jemand, der nie von ihr gehört habe, aber sie verstehen könne, würde nach einem Grund für ihre Befolgung fragen. Das verpflichte den, der sie vorschlage, ihre Wahrheit und Vernunft zu erklären. Diese hänge von einer externen Voraussetzung ab, von der sie rational abzuleiten sei. Moralische Ideen seien nicht angeboren, da sie dann weder befragbar noch begründbar seien.
Gottfried Wilhelm Leibniz dagegen sah in der Regel 1765 eine praktische, „instinktiv“ erkennbare Wahrheit, die gleichwohl rationales Nachdenken und Erklären verlange. Sie scheine einen gerechten Willen als allgemeingültig zu unterstellen, ohne den Maßstab dafür anzugeben. Indes sei ihr wahrer Sinn, dass man durch den Rollentausch mit den vom eigenen Handeln Betroffenen ein gleichmäßiges und unparteiisches Urteil erreichen könne. Die Regel könne also auch ohne vorherigen Konsens über die Norm von Gerechtigkeit angewandt werden, da sich durch Hineinversetzen in die Lage Anderer die gemeinsame Basis des Handelns finden lasse. Erst in ihrer Anwendung stelle sich heraus, ob die beabsichtigten Handlungen oder Unterlassungen legitim seien.
Voltaire verstand die Regel 1705 als Ausgleich zwischen Leidenschaft und Vernunft. Anthony Ashley Cooper (1711) und George Berkeley (1731) unterstellten die Regel dem Begriff des Allgemeinwohls: Nicht kurzsichtiger Eigennutz, sondern das Wohl aller Menschen sei das intendierte Handlungsregulativ. Darüber müsse es einen gesellschaftlichen Grundkonsens (common sense) geben. Damit stellten sie die Notwendigkeit der verbindlichen Verallgemeinerung (Universalisierung) von ethischen Kriterien heraus. Demgemäß verband der Jurist Gottfried Achenwall die Regel 1758 mit dem Prinzip der Verallgemeinerung.
Jean-Jacques Rousseau sah 1755 im Appell an vernünftigen Interessenausgleich noch keine ausreichende Begründung von Moral und Menschenrecht. Dem von Hobbes betonten Prinzip der Rationalität setzte er das schon vor der Vernunft in jedem Menschen bestehende natürliche und deshalb vorrangige Gefühl des Mitleids entgegen. „Anstelle jener erhabenen Maxime der durch Vernunft erschlossenen Gerechtigkeit: ‚Tue anderen, wie du willst, daß man dir tue‘ gibt das Mitleid allen Menschen diese andere Maxime der natürlichen Güte ein, die viel weniger vollkommen, aber vielleicht nützlicher ist als die vorhergehende: ‚Sorge für dein Wohl mit dem geringstmöglichen Schaden für andere‘. Mit einem Wort: man muß eher in diesem natürlichen Gefühl als in subtilen Argumenten die Ursache für den Widerwillen suchen, den jeder Mensch, sogar unabhängig von den Maximen der Erziehung, dagegen verspüren würde, Böses zu tun.“ Johann Gottfried Herder dagegen lobte die Regel 1784 als „Regel der Gerechtigkeit und Wahrheit“. Sie sei als „das große Gesetz der Billigkeit und des Gleichgewichts des Menschen Richtschnur […, das auch] in die Brust des Unmenschen geschrieben ist“. Dabei gibt er die Formel sowohl positiv als auch negativ wieder: „was du willst, daß andre dir nicht tun, tue ihnen auch nicht; was jene dir tun sollen, tue du auch ihnen.“
Samuel Clarke bezeichnete die Regel als ein dem universalen Allgemeinwohl dienendes Vernunftprinzip. Im Allgemeinen solle Jeder dem ewigen Willen Gottes entsprechend Wohlfahrt und Glück aller Menschen anstreben: Dieses öffentliche Gut lasse sich gegenwärtig und zukünftig nur durch Absehen von jedem privaten oder persönlichen Vor- oder Nachteil, von Lohn oder Strafe, näher bestimmen. Unter dieser Prämisse lasse sich die Regel praktisch anwenden: Sie decke dann die reale Ungleichheit unter Menschen als absurd auf und weise sie zurück. Denn jede denkbare Relation, die Jemand zu einem Anderen habe und ausübe, habe und übe der Andere zu ihm aus, wenn er in die exakt gleiche Situation gebracht werde. Daraus folge:

„Was auch immer ich als vernünftiges oder unvernünftiges Tun eines Anderen für mich beurteile, erkläre ich mit demselben Urteil als vernünftig oder unvernünftig, das ich im gleichen Fall für ihn tun sollte.“

Ohne fremde Korruption würden alle Menschen universale Gleichheit Aller anerkennen und ausüben. Deren Maß sei besonders unter Gleichen einfach und evident; aber auch in asymmetrischen Beziehungen zwischen Herren und Untertanen könne die konsequent angewandte Regel unparteiische Entscheidungen ermöglichen, indem man nicht nur alle Umstände der Handlung, sondern auch alle Unterschiede der davon betroffenen Personen berücksichtige. Ein Richter habe demnach nicht zu bedenken, was er sich aus derselben Furcht oder Selbstliebe wie der Verbrecher für sich wünschen würde, sondern was er in dessen Lage als vernünftiges, am Allgemeinwohl orientiertes und darum unparteiisches Urteil für sich erwarten würde.
Immanuel Kant entfaltete 1785 seinen Kategorischen Imperativ. Dessen erste Formulierung appelliert wie die Regel an die autonome Entscheidungsfreiheit des Einzelnen:

„Handle so, dass die Maxime deines Willens jederzeit zugleich als Prinzip einer allgemeinen Gesetzgebung gelten könne.“

Damit ersetzte Kant die Prüfung, ob man sich das beabsichtigte eigene Handeln als davon Betroffener wünschen würde, durch die Prüfung, ob man sich das eigene Wollen als Gesetz für alle vernünftig vorstellen könne. Er verlangte also, bei moralischen Entscheidungen von zufälligen Umständen und individuellen Interessen abzusehen und diese rational einsichtigen allgemeingültigen Gesetzen einzuordnen. Kants zweite Formulierung schloss den Missbrauch anderer Menschen als Mittel für egoistische Zwecke explizit aus:

„Handle so, dass du die Menschheit sowohl in deiner Person, als in der Person eines jeden andern jederzeit zugleich als Zweck, niemals bloß als Mittel brauchst.“

In einer Fußnote dazu betonte Kant, dieser Imperativ sei keine intellektuelle Variante der „trivialen“ Regel, die er in negativer lateinischer Form zitierte. Das Gegenseitigkeitsprinzip könne „kein allgemeines Gesetz sein, denn es enthält nicht den Grund der Pflichten gegen uns selbst, nicht der Liebespflichten gegen andere […], endlich nicht der schuldigen Pflichten gegen einander […]“. So könne man sich der Erwiderung von Nächstenliebe entziehen, indem man Wohltaten anderer ablehne, oder ein Verbrecher könne damit von seinem Richter fordern, ihn freizusprechen, obwohl er der Tat überführt wurde. Kants Kritik führte dazu, dass die Regel im ethischen Diskurs in Europa zurücktrat. Norbert Hinske stimmt Kants Kritikpunkten grundsätzlich zu, verweist aber darauf, dass Kant in seiner vorkritischen Phase die Goldene Regel in seinen Vorlesungen zur Moralphilosophie selbst verwendet hatte. Kants Kritik bedeutet nicht, dass dieser die Goldene Regel ablehnt, sondern nur, dass diese nur eine eingeschränkte Anwendung finden kann. Sie ist eine Regel der Pflichten gegen andere. Sie ist problematisch, wenn eigene Interessen betroffen sind. Soll ein Gutachter sich zurückhalten, wenn er befürchten muss, dass seine Tätigkeit selbst Gegenstand eines Gutachtens werden kann? („eine Krähe hackt der anderen kein Auge aus“) Dies betrifft z. B. Gutachten wegen ärztlicher Kunstfehler. Da führt das Prinzip der Gegenseitigkeit möglicherweise zu einem Verstoß gegen den Grundsatz der Wahrhaftigkeit. Dies hatte bereits Samuel Pufendorf erkannt und deshalb die Regel ergänzt um den Zusatz „unbeschadet beiderseitiger Verpflichtungen“. Es kommt darauf an, wie man die Goldene Regel interpretiert. Dann können, meint Hinske, „sich beide wechselseitig erhellen“.
Nach der Erklärung der Menschen- und Bürgerrechte von 1789 verabschiedete die Französische Nationalversammlung am 3. September 1791 eine erste, am 24. Juni 1793 eine zweite, veränderte Verfassung der französischen Republik. Deren Artikel 6 lautete:

„Die Freiheit ist die Vollmacht, die jedem Menschen alles zugesteht, was den Rechten des anderen nicht schadet; ihre Grundlage hat sie in der Natur, ihre Richtschnur in der Gerechtigkeit, ihren Schutz im Gesetz, ihre moralische Grenze im Grundsatz: Tue keinem das an, was du nicht dir selbst zugefügt haben willst.“

Diese Version trat jedoch so nicht in Kraft.

### 19. Jahrhundert
Entgegen Kants Distanzierung identifizierte Arthur Schopenhauer dessen ersten Kategorischen Imperativ 1841 mit der negativen Regel. Diese umschreibe zusammen mit der positiven Form nur die „von allen Moralsystemen einstimmig geforderte Handlungsweise“:

„Verletze niemanden, vielmehr hilf allen, soweit du kannst.“

Damit lasse Kant stillschweigend doch wieder nur den Egoismus entscheiden, was dieser als oberstes Gesetz anerkennen wolle.
John Stuart Mill sah die Regel zusammen mit der Nächstenliebe 1863 als das vollkommene Ideal des Utilitarismus, da ein auf Gegenseitigkeit abgestimmtes Verhalten das größtmögliche Glück möglichst Vieler am ehesten erreichen könne. Ihm folgend, verstand Henry Sidgwick die Regel als intuitiven, praktisch weithin anerkannten und selbstevidenten Ausdruck für das Konsistenzprinzip bei moralischen Urteilen:

„Welche Aktion auch immer jemand als richtig für sich beurteilt, beurteilt er implizit als richtig für alle gleichen Personen in gleichen Umständen.“

Jedoch sei die Regel ungenau formuliert, da man sich die Kooperation anderer „in Sünde“ wünschen und bereit sein könne, diese zu erwidern. Wegen möglicher verschiedener Umstände und Wesensarten der Beteiligten genüge es auch nicht, anderen nur das zu tun, von dem man annehme, es sei das Richtige, was sie uns tun sollten. Daher müsse die negative Regelform streng genommen so formuliert werden:

„Es kann nicht richtig sein für A, B auf eine Art zu behandeln, in der es für B falsch wäre, A zu behandeln, nur auf der Basis, dass sie verschiedene Individuen sind, ohne jeden Unterschied zwischen den Umständen der beiden, die als vernünftiger Grund für unterschiedliche Behandlung angegeben werden können.“

Dies reiche als Leitprinzip für interpersonale moralische Urteile zwar nicht aus, erlege aber demjenigen, der sich über seine Behandlung anderer beklagen würde, wenn sie ihn träfe, die Beweislast dafür auf, diesen Unterschied mit der Situation, unabhängig von den Personen, zu begründen.
Friedrich Nietzsche orientierte sich an einem aristokratischen, amoralischen, antiegalitären Leitbild. Daher lehnte er Gegenseitigkeit 1887 als „unvornehm“ und „große Gemeinheit“ ab. Die Regel annulliere den persönlichsten Wert einer Handlung und reduziere sie auf Abzahlungen für erwiesene Leistungen. Gerade die individuelle Tat könne und dürfe von niemand anderem getan werden. Man gebe in einem tieferen Sinn nie zurück, sondern tue etwas Einmaliges: Das sei die Ursache der „aristokratischen Absonderung von der Menge“, die an Gleichheit und Gegenseitigkeit glaube. Die zu Unrecht für Weisheit gehaltene Regel sei leicht zu widerlegen. Das Kalkül verbiete Handlungen ihrer schädlichen Folgen willen mit dem Hintergedanken, dass eine Handlung immer vergolten werde:

„Wie nun, wenn jemand, mit dem ‚principe‘ in der Hand, sagte: ‚gerade solche Handlungen muß man tun, damit andere uns nicht zuvorkommen – damit wir andere außerstand setzen, sie uns anzutun?‘ – Andrerseits: denken wir uns einen Corsen, dem seine Ehre die vendetta gebietet. Auch er wünscht keine Flintenkugel in den Leib: aber die Aussicht auf eine solche, die Wahrscheinlichkeit einer Kugel hält ihn nicht ab, seiner Ehre zu genügen … Und sind wir nicht in allen anständigen Handlungen eben absichtlich gleichgültig gegen das, was daraus für uns kommt? Eine Handlung zu vermeiden, die schädliche Folgen für uns hätte – das wäre ein Verbot für anständige Handlungen überhaupt.“

### 20. Jahrhundert
George Bernard Shaw kritisierte die Regel 1903 ironisierend:

„Behandle andere nicht, wie du möchtest, dass sie dich behandeln. Ihr Geschmack könnte nicht derselbe sein.“

Die goldene Regel sei, dass es keine goldenen Regeln gebe.
Ernst Haeckel betrachtete die „2500 Jahre alte“ Regel Tue jedem anderen, was du willst, das er dir tun soll 1904 als „ethisches Grundgesetz“ seines Monismus.
Max Scheler beschrieb die Regel 1913 als Ausdruck des universalen Solidaritätsprinzips und „ewigen Bestandteil“ und „Grundartikel eines Kosmos endlicher sittlicher Personen“. Gegenseitigkeit gehöre wesentlich zum Menschsein, weil sich Personsein nur in der Ich-Du-Beziehung herausbilde und alles moralisch relevante Verhalten bedinge und bestimme.
Leonard Nelson verstand Kants Kategorischen Imperativ 1917 im Anschluss an Jakob Friedrich Fries als Gesetz, das gegenseitige Gleichbehandlung von Freien und Gleichen verlange. Dazu gehöre ein „Anspruch auf Berücksichtigung ihrer Interessen“, aus dem er sein „Abwägungsgesetz“ ableitete:

„Handle nie so, dass du nicht auch in deine Handlungsweise einwilligen könntest, wenn die Interessen der von ihr Betroffenen auch deine eigenen wären.“

Sich in die betroffenen Personen hineinzuversetzen, um dann nach deren Neigungen zu entscheiden, genüge nicht:

„…wir müssen uns der Reihe nach in die eine und andere Situation versetzen und dabei von der Vorstellung ausgehen, dass unsere Interessen im einen oder anderen Fall kollidieren, so dass wir auf die Wahl zwischen ihnen angewiesen sind und nur das eine befriedigen können, auf die Befriedigung des anderen dagegen verzichten müssen.“

Edward Wales Hirst sah 1934 einen Vorteil der positiven Regelform gegenüber dem Kategorischen Imperativ: Jener sei nur „unipersonal“ in Relation des Einzelnen zum universalen Sittengesetz gültig. Dieses schließe zwar aus, Andere als Mittel für eigene Zwecke zu missbrauchen, erlaube unter Umständen aber, ihnen Schaden zuzufügen, wenn es der allgemeinen Moral zuträglich sei. Dagegen verlange die „interpersonale“ Regel, sich dem Nächsten zuzuwenden, ihn zu respektieren und auch für sein Wohl zu sorgen.
Karl Popper erklärte in den 1930er Jahren im Rahmen seiner Wissenschaftstheorie, es gebe kein absolutes Kriterium für moralische Richtigkeit. Die Regel sei „ein guter Maßstab“ und gehöre zu den wichtigsten Entdeckungen der Menschheit, könne in deren Lernprozess aber eventuell noch verbessert werden, etwa „indem man andere, wo immer möglich, so behandelt, wie sie behandelt werden wollen“. Diese Formulierung ist als „Platinregel“ etwa in Ratgebern für Managerkurse oder Arbeitsplatzverhalten beliebt.
Hans Reiner verstand die Regel 1948 als mit dem Menschsein unlösbar verbundene „sittliche Grundformel der Menschheit“. Er unterschied drei Deutungen: Als Einfühlungsregel fordere sie, sich in den Anderen und seine Lage zu versetzen. Als Autonomieregel verlange sie, das eigene Tun bzw. Wünschen in gleicher Lage autonom zu beurteilen. Als Gegenseitigkeits- oder Rückbezüglichkeitsregel verpflichte sie dazu, diese Beurteilung dem eigenen beabsichtigten Verhalten zugrunde zu legen, es also danach auszurichten, was wir von Anderen wollen und erwarten, nicht danach, was wir für uns selbst wollen und was andere tatsächlich tun. Dies impliziere eine ethische Norm, den Respekt vor der Menschenwürde des Anderen, aus der gegenseitige Anerkennung und Rücksichtnahme folgten. Damit betonte Reiner gegenüber Albrecht Dihle den grundsätzlichen Unterschied der Regel zum Vergeltungsprinzip.
Erich Fromm sah die Popularität der Regel 1956 durch ihre Fehldeutung begründet: Sie werde meist als Fairness im Sinne des kapitalistischen Tauschgesetzes „Ich gebe dir so viel wie du mir“ aufgefasst. Danach respektiere man die Rechte Anderer, ohne sich für sie verantwortlich und mit ihnen eins zu fühlen, und verzichte auf Betrug beim Austausch von Gebrauchsgütern, aber auch bei Gefühlen in persönlichen Beziehungen. Ursprünglich bedeute die Regel jedoch Bereitschaft, aus Nächstenliebe für den Mitmenschen Verantwortung zu übernehmen. Diesen Unterschied zur Fairness zu erkennen sei wesentlich für die Kunst des Liebens.
Marcus George Singer untersuchte 1961, in welchen Fällen die von Kants Imperativ verlangte Verallgemeinerung eine Handlung moralisch ausschließe: Was würde geschehen, wenn jeder/keiner das täte? Diese Frage, so erklärte er 1985, umfasse auch die von der Regel verlangte Frage: Was wäre, wenn jemand dasselbe dir/mir tun würde? Dieses Argument basiere auf dem Prinzip:

„Was für den einen richtig [oder falsch] ist, muss auch für jeden anderen mit ähnlichen individuellen Voraussetzungen und unter ähnlichen Umständen richtig [oder falsch] sein.“

Darum sei nach den relevanten Faktoren für den Vergleich von Personen und Situationen zu fragen, die das besondere Handeln rechtfertigen. Daher unterschied er 1963 eine partikulare – „tue anderen, was du (in diesem Einzelfall) an ihrer Stelle erwarten würdest“ – von einer allgemeinen Regeldeutung – „tue anderen, wie du (nach dem gleichen Prinzip) an ihrer Stelle behandelt werden möchtest“. Er lehnte die partikulare Deutung ab, da sie gleichförmige Charaktere unterstelle und an extremen Neigungen anderer scheitere. Die richtig verstandene Regel verlange also, zwischen momentanen Wünschen und langfristigen Interessen des Anderen zu unterscheiden und nur letztere angemessen zu berücksichtigen. – Diese Deutung wurde jedoch kritisiert: Auch diese Unterscheidung unterstelle anderen mit den eigenen übereinstimmende, gleichartige Interessen; beim Absehen vom Einzelfall könne man diese unter Umständen gar nicht erkennen; so verliere die Regel ihre konkrete Anwendbarkeit.
Richard Mervyn Hare analysierte in seiner 1963 vorgestellten Theorie des moralischen Argumentierens zunächst die Sprachlogik moralischer Urteile. Der Satz „A sollte X [nicht] tun“ beinhalte eine Verallgemeinerung („jeder/niemand in A's Situation sollte X tun“) und eine Vorschrift („tue X in A's Situation [nicht]!“). Man könne also rein logisch ein solches Urteil nur fällen, wenn man bereit sei, sich selbst danach zu richten. Damit lasse sich die Haltbarkeit moralischer Urteile testen: Würde ich, falls in A's Situation befindlich, genauso urteilen, dass ich X [nicht] tun sollte? Hare präzisierte den Rollentausch: Der Handelnde müsse sich nicht vorstellen, wie er mit seinen eigenen Eigenschaften, Wünschen und Abneigungen, sondern mit denen des Anderen an dessen Stelle handeln würde. Dritte müssten daher nicht im Konjunktiv fragen – „was würdest du sagen/fühlen/denken, wenn du an seiner Stelle wärest?“ –, sondern:

„Was sagst du über diesen hypothetischen Fall, in dem du in der Position des Betroffenen bist?“

John Rawls stellte mit seiner Theory of Justice 1971 eine moderne egalitäre Vertragstheorie vor. In einem Gedankenexperiment bezog er das von der Regel verlangte Hineinversetzen in die Interessenlage der vom eigenen Handeln Betroffenen auf eine für alle gleiche hypothetische Ausgangssituation (original position): In dieser wäre Jedem die eigene künftige gesellschaftliche Stellung und die aller anderen gänzlich unbekannt (Schleier des Nichtwissens), die möglichen Regeln und Gesetze der Sozialordnung dagegen vollständig bekannt. Dann, so Rawls, würde Jeder jene Gerechtigkeitsprinzipien wählen, die ein ideales Gleichgewicht zwischen individuellen und allgemeinen Interessen bewirken können.
Amitai Etzioni, ein wichtiger Vertreter des Kommunitarismus, bezog die Goldene Regel auf die gesellschaftliche Ordnung, für die der Einzelne Verantwortung trägt, und formulierte: „Achte und wahre die moralische Ordnung der Gesellschaft in gleichem Maße, wie du wünschst, daß die Gesellschaft deine Autonomie achtet und wahrt.“
Hans-Ulrich Hoche stimmte Hare 1978 zu: Die Regel solle anderen nicht die eigenen Wünsche in gleicher Lage unterstellen, sondern deren Wünsche, Interessen und Bedürfnisse berücksichtigen. Er schlug daher die Formulierung vor:

„Behandle jedermann so, wie du selbst an seiner Stelle wünschtest behandelt zu werden.“

Hares Frageform stelle den Handelnden vor die tatsächliche Situation des Anderen und ermögliche seine konkrete Entscheidung, mit der er sich für diesen Fall festlege. Im Konjunktiv formulierte Fragen verrieten eine für den fraglichen Einzelfall irrelevante Regelanwendung. Auch zwei Einwände Kants – sein Richter- und Misanthrop-Beispiel – beruhten auf derartiger Fehldeutung. Die richtig angewandte Regel begründe sehr wohl die „schuldigen Pflichten“ und die „Liebespflichten“ gegeneinander. Hoche schlug deshalb 1992 eine verallgemeinerte Regelfassung vor:

„Wenn ich will, dass niemand in einer Situation von der und der Art soundso handelt, dann bin ich moralisch verpflichtet, in einer Situation von der und der Art nicht soundso zu handeln.“

Diese Formulierung sei nur eine „deontische Rekonstruktion“ der von Thales und Pittakos überlieferten ältesten abendländischen Regelbeispiele. Ihr Vorteil sei, dass sie „nur ein Verhalten an sich beurteilt, ganz gleichgültig, gegenüber wem es stattfindet, und ob es vielleicht ein Verhalten des andern nur bei und zu sich selbst ist.“ Damit lasse sie sich auch auf die Pflichten gegen sich selbst anwenden und könne somit Kants dritten Einwand entkräften.
Hans Kelsen sah die Regel wie das Prinzip des Suum cuique und das Talionsprinzip als eine inhaltsleere Formel der Gerechtigkeit an. Sie sei gleichbedeutend mit dem Grundsatz, anderen keinen Schmerz, sondern Lust zu bereiten. Ein solcher Grundsatz würde aber jede Rechtsordnung und jedes System von Moral aufheben, weil dann etwa Verbrecher nicht bestraft werden dürften, da niemand gern bestraft werde. Sinn könne die Regel nur innerhalb einer objektiveren Ordnung haben: dass man sich anderen gegenüber so zu verhalten habe, wie diese sich auch mir gegenüber gemäß dieser Ordnung verhalten sollen. Dies würde zum kategorischen Imperativ führen. Wie die Regel, sei auch der kategorische Imperativ auf eine schon bestehende Rechts- bzw. Sittlichkeitsordnung angewiesen und könne diese nur bestätigen, nicht näher definieren. Letztlich sage die Regel dann nur aus, dass man sich an die bestehende Ordnung halten solle.
Otfried Höffe entwickelt eine an Hobbes ausgerichtete Vertragstheorie der Tauschgerechtigkeit und ist der Auffassung, dass diese in der Goldenen Regel die Menschenrechte begründet: „Nicht deshalb existieren die Menschenrechte, weil der eine gibt und der andere nimmt, sondern nur aus dem Grund, dass das Geben und Nehmen wechselseitig stattfindet und dass darüber hinaus zwischen Gabe und Gegengabe ein ungefähres Gleichgewicht besteht. In moralischer Hinsicht basieren die Menschenrechte auf der Goldenen Regel, und diese ist ein Kriterium der Tauschgerechtigkeit.“

## Anwendungsbereiche

### Pazifismus
Für den tschechischen Laientheologen Petr Chelčický (um 1440) verbot die Regel Mt 7,12 als Gebot Gottes den Krieg und deckte alle angeblich gerechten Feldzüge christlicher Herrscher als Unrecht auf:

„Denn Gottes Gebot lautet: Was ihr wollt, dass die Leute euch tun, das tuet auch ihr ihnen. Und da ein jeder von allen anderen wünschen möchte, dass man ihm Gutes tue, darum sollte auch er allen Gutes tun. Aber indem er in den Krieg läuft, tut er Böses denjenigen, von denen er immer Gutes haben möchte, und was er daheim nicht gern hätte, das tut er anderen auf Geheiß seiner Herren an.“

Er sah völligen Verzicht auf Macht und Gewalt als einzige glaubwürdige Lebensweise von Christen an. Dies vertraten auch einige christliche Minderheiten, die man heute zusammengefasst als Friedenskirchen bezeichnet: darunter die Waldenser, später auch die Mennoniten, Hutterer und Quäker. Letztere beeinflussten auch einige Abolitionisten in den USA wie Adin Ballou (1803–1890) und William Lloyd Garrison (1805–1879). Leo Tolstoi berief sich auf diese historischen Vorbilder in seinem Hauptwerk Das Himmelreich in euch (1893). Darin begründete er seine „Theorie des christlichen Nichtwiderstandes“ (Gewaltfreiheit) mit Jesu Bergpredigt und Feindesliebe.

### Religionsdialog
Das 1893 in Chicago gegründete erste „Weltparlament der Religionen“ begründete sein Einigungsprogramm mit der Regel. Die überwiegend christlichen Initiatoren erkannten deren vor- und außerchristliche Verbreitung an, betonten aber, Jesus habe sie durch sein Leben vollgültig erfüllt und so die Geschwisterschaft aller Menschen ermöglicht. Universale Solidarität sei notwendige Folge eines individuellen Schöpferglaubens. Dieser allgemeine liberale Theismus oder Deismus begründete für sie ein gemeinsames soziales Engagement der Glaubenssysteme. Sie wollten die wirtschaftlich-kulturelle Globalisierung nutzen, um Wohlstand und Moral weltweit anzuheben.
Christliche Vertreter dieses Weltparlaments gründeten am 26. März 1901 in New York eine „Goldene-Regel-Bruderschaft“ mit dem Ziel, alle Religionen unter der „Vaterschaft Gottes“ für eine solidarische Menschheit zu einen. Mitglieder waren Prominente aus Bildung, Wirtschaft und Politik, darunter mehrere ehemalige US-Präsidenten; Unterstützer waren unter anderen Mark Twain und Alfred Dreyfus. Man wollte einen jährlichen „Goldene-Regel-Tag“ in Kirchen, Synagogen und Schulen einführen, befürwortete den Tierschutz und regelmäßige Abgaben an Bedürftige auf kommunaler Ebene, kam aber über das Gründungstreffen nicht hinaus.
Der von der Regel inspirierte Religionsdialog wurde seit dem Ende des Kalten Krieges um 1990 intensiviert. Das zweite Weltparlament der Religionen nahm die Regel 1993 in seine „Erklärung zum Weltethos“ auf und formulierte sie als längst bekannte, aber noch nicht verwirklichte Selbstverpflichtung jedes Individuums: „Wir müssen andere behandeln, wie wir von anderen behandelt werden wollen.“

### Regierungspolitik
Severus Alexander, römischer Kaiser von 222 bis 235, kannte die negative Regelform von Juden oder Christen und ließ sie der Historia Augusta zufolge als lateinische Inschrift an seinem Palast und öffentlichen Gebäuden anbringen: „Quod tibi fieri non vis, alteri ne feceris!“ Er soll sie zu einem Grundsatz seiner Innenpolitik gemacht und seine Beamten dazu angehalten haben, sie in privaten wie öffentlichen Konflikten zu befolgen. Unter ihm wurde die Religionsausübung von Juden und Christen toleriert.
Seit etwa 1880 wurde die Regel in mittleren und höheren Gesellschaftsschichten der USA populär. US-Außenminister John Hay (1838–1905) erklärte sie mit Bezug auf Isokrates zum Mittel der Diplomatie und neben der Monroedoktrin zu seinem Lebensmotto.
US-Präsident John F. Kennedy bezog sich 1963 in einer Rede an die Nation anlässlich von Rassenunruhen in Alabama auf die Regel, um Segregation und Diskriminierung von Afroamerikanern in den USA durch Stärkung ihrer Bürgerrechte zu überwinden:

„Kern der Frage ist, ob alle Amerikaner gleiche Rechte und Chancen erhalten, ob wir unsere Mitbürger so behandeln, wie wir behandelt werden wollen.“

Weiße Amerikaner sollten sich fragen, ob sie zufrieden wären, wenn sie wegen ihrer Hautfarbe von bestimmten Restaurants und Schulen ausgeschlossen, also an voller Selbstbestimmung gehindert würden.
US-Präsident Barack Obama erklärte die Regel beim traditionellen National Prayer Breakfast am 5. Februar 2009 zum Anstoß für ausdauerndes gemeinsames Friedensengagement aller US-Bürger, gleich welcher Glaubensrichtung. Zum Abschluss seiner Rede an die islamische Welt in Kairo am 4. Juni 2009 betonte er, die Regel liege als Wurzel der Zivilisation jeder Religion zugrunde, gehöre aber keiner und rufe daher dazu auf, nationale, religiöse und kulturelle Grenzen zu überwinden. In seiner Rede zum Empfang des Friedensnobelpreises am 10. Dezember 2009 erklärte er Heilige Kriege – Töten im Namen Gottes – für unvereinbar mit der Regel und bezog sie auf eine mit der Theorie des Gerechten Krieges kompatible Kriegführung, die eigene Fehlbarkeit berücksichtige und bekämpfe.

### Ökonomie
Gegenüber dem Sozialdarwinismus wollten Vertreter des Social Gospel wie Charles Fletcher Dole die Regel seit 1896 für eine Wirtschaftsethik fruchtbar machen, um Auswüchse des Kapitalismus zu mildern und das Bruttosozialprodukt zu steigern.
Unternehmer wie Samuel Milton Jones, Arthur Nash und J. C. Penney machten die Regel nach dem Ersten Weltkrieg zur Basis ihrer Unternehmensphilosophie und erreichten mit großzügigen Lohnerhöhungen, Preissenkungen, weitgehender Mitbestimmung und Teamwork zeitweise enorme wirtschaftliche Erfolge. Arthur Nash beschrieb seine Erfahrungen mit der Regelanwendung 1923 in einem oft wiederaufgelegten Buch.

### Gruppeninitiativen
Manche christlich geprägten Pfadfindergruppen für Jugendliche haben die Regel in ihr Pfadfinderversprechen integriert, so die Royal Rangers.
Vereine von Humanisten wie die British Humanist Association begrüßen die Regel als rationale, praktische und allgemeingültige Basis für menschliches Sozialverhalten, die keinen religiösen Glauben verlange.
Das InterAction Council schlug am 1. September 1997 eine Allgemeine Erklärung der Menschenpflichten vor, deren Artikel 4 das Prinzip universaler Verantwortung mit der negativen Regelfassung begründet:

„Alle Menschen, begabt mit Vernunft und Gewissen, müssen im Geist der Solidarität Verantwortung übernehmen gegenüber jedem und allen, Familien und Gemeinschaften, Rassen, Nationen und Religionen: Was du nicht willst, daß man dir tut, das füg' auch keinem anderen zu.“

Die britische Religionswissenschaftlerin Karen Armstrong initiierte nach Erhalt des TED-Preises 2008 eine „Charta des Mitgefühls“. Sie soll auch nichtreligiöse Menschen ansprechen und konnte bis Februar 2009 von Jedem im Internet mitformuliert werden. Ein „Konzil des Bewusstseins“ aus hochrangigen Religionsführern und Denkern bündelte die Vorschläge und gab die Charta im November 2009 heraus. Sie beginnt wie folgt:

„Das Prinzip des Mitgefühls liegt allen Religionen, ethischen und spirituellen Traditionen zugrunde und ruft uns, immer alle anderen so zu behandeln, wie wir selbst behandelt zu werden wünschen.“

### Psychologie
Jean Piaget (1932) und Erik Erikson (1964) beschrieben das Erlernen eines Verhaltens im Sinn der Regel als Teil der Entwicklungspsychologie von Kindern.
Um Piagets Entwicklungstheorie des moralischen Urteilens empirisch zu prüfen, beobachtete Lawrence Kohlberg die Entwicklung moralischer Urteilsbildung vom Kindesalter bis zur Volljährigkeit in einer Langzeitstudie und folgerte daraus seine Stufentheorie der Moralentwicklung, die er 1981 veröffentlichte. Danach nähmen mit einem moralischen Dilemma konfrontierte Kinder und Jugendliche teilweise als Zehnjährige ansatzweise den Rollentausch vor, den die Regel verlangt, aber nur einseitig und selektiv. Nur wenige Erwachsene – hochgerechnet etwa fünf Prozent aller volljährigen US-Bürger – vollzögen einen multilateralen Rollentausch: Dabei stellten sie sich die Rolle jedes Beteiligten einer Situation vor, um deren Ansprüche und Erwartungen aus ihrer Perspektive zu berücksichtigen, und verzichteten auf Ansprüche, die sie bei mangelnder Wahrnehmung anderer Standpunkte erhoben hatten.

### Medizinische Ethik
Richard M. Hare zog die Regel 1975 heran, um mögliche Ausnahmefälle von Sterbehilfe zu beurteilen. Am Beispiel eines nach einem Unfall umgekippten und sofort brennenden Tanklastzugs, dessen Fahrer darunter eingeklemmt war und Helfer um seine Tötung bat, um nicht lebendig zu verbrennen, erklärte er einer christlichen Zuhörerschaft: Wer sich in die Lage des Fahrers versetze und frage, was er sich an seiner Stelle wünschen würde, könne unmöglich behaupten, dass Sterbehilfe immer unmoralisch und verboten sei. Der imaginäre Rollentausch solle die gebotene Nächstenliebe anwendbar machen. Nur von der Liebespflicht aus ließen sich solche Fälle beurteilen, nicht von kirchlichen Dogmen und bloßer Gewöhnung an simple Vorschriften aus. Die Ausnahme, dem Fahrer den Tötungswunsch zu gewähren, sei keineswegs ein Präzedenzfall, um das Euthanasieverbot schleichend auszuhöhlen. Akute unerträgliche Schmerzen, keine andere Rettungsmöglichkeit und der ausdrückliche, eindeutige und bewusste Todeswunsch des Betroffenen seien notwendige Bedingungen für solche Ausnahmen.
Auch im Blick auf Abtreibung argumentierte Hare mit der Regel: Man solle andere so behandeln, wie man selbst glücklich sei, behandelt worden zu sein. Falls wir froh seien, dass niemand die Schwangerschaft unserer Mütter unterbrochen habe, dann seien wir gehalten, keine Schwangerschaft zu befristen, die anderen ein ebenso glückliches Dasein ermögliche. Damit versuchte Hare den direkten, unmöglich vorstellbaren Rollentausch eines Erwachsenen mit einem Fötus zu vermeiden.
Hare wurde ein utilitaristisches Denken vorgeworfen, das etwa im Falle von Überbevölkerung, die das Glück der Lebenden gefährde, Abtreibung der Ungeborenen zu erlauben scheine. Der Philosoph Vittorio Hösle kritisierte: Der Versuch, die Rechtsidee aus „symmetrischen Beziehungen von Vertretern egoistischer Interessen“ zu konstruieren, sei untauglich, das Lebensrecht schwächerer Lebewesen zu schützen. Die Regel schließe zum Beispiel Kindesmord nicht aus.